# نیلز برینک
نیلز برینک (به انگلیسی: Niels Brinck) (زاده ۲۴ سپتامبر ۱۹۷۴) خواننده و ترانه سرا دانمارکی است.
او در مسابقه آواز یوروویژن ۲۰۰۹ نماینده دانمارک بود.